# Germ
Germ je priimek v Sloveniji, ki ga je po podatkih Statističnega urada Republike Slovenije na dan 1. januarja 2010 uporabljalo 237 oseb in je med vsemi priimki po pogostosti uporabe uvrščen na 1.750. mesto.

## Znani nosilci priimka
- Herman Germ (1931—2021), manjšinski šolnik, mladinski književnik in slikar na avstrijskem Koroškem
- Josip Germ (1869—1950), slikar
- Tine Germ (*1967), umetnostni zgodovinar, univ. profesor
- Ruža Šegedin (r. Germ) (1913—1990), ginekologinja, porodničarka in političarka